# ألكس لوبيز
ألكس لوبيز (بالإسبانية: Alejandro López Moreno) هو لاعب كرة قدم إسباني، ولد في 2 يونيو 1997 في تاراسا في إسبانيا. لعب مع إسبانيول.

## وصلات خارجية
- ألكس لوبيز على موقع قاعدة بيانات كرة القدم.إي يو (الإنجليزية)
- ألكس لوبيز على موقع Soccerway.com (الإنجليزية)
- ألكس لوبيز على موقع عالم كرة القدم.نت (الإنجليزية)